# Pieter Jacobs
Pieter Jacobs (Brasschaat, 6 de junio de 1986) es un ciclista belga que fue profesional entre 2005 y 2016.
Tras unos años compitiendo como amateur, en octubre de 2019 anunció su retirada para trabajar como inspector de policía.

## Palmarés
2005
- 1 etapa del Tour de Namur

2013
- Omloop van het Waasland
- Schaal Sels

## Resultados en Grandes Vueltas
| Carrera | Carrera         | 2005 | 2006 | 2007 | 2008 | 2009  | 2010 | 2011 | 2012 | 2013 | 2014 | 2015 | 2016 |
| ------- | --------------- | ---- | ---- | ---- | ---- | ----- | ---- | ---- | ---- | ---- | ---- | ---- | ---- |
|         | Giro de Italia  | —    | —    | —    | —    | 130.º | —    | —    | —    | —    | —    | —    | —    |
|         | Tour de Francia | —    | —    | —    | —    | —     | —    | —    | —    | —    | —    | —    | —    |
|         | Vuelta a España | —    | —    | —    | 91.º | —     | —    | —    | —    | —    | —    | —    | —    |

―: no participa
Ab.: abandono